# 2022년 롯데 자이언츠 시즌
2022년 롯데 자이언츠 시즌은 롯데 자이언츠가 KBO 리그에 참가한 41번째 시즌이다. 서튼 감독이 팀을 이끈 2번째 시즌으로, 전준우가 주장을 맡았다. 팀은 강민호의 삼성 이적 후 쓸만한 주전 포수 부재를 극복하지 못한 데다 트레이드로 데려 온 이학주가 제자리걸음을 한 데 이어 운동 능력을 갖춘 피터스가 삼진 대비 볼넷 비율이 좋지 않았던 터라 시즌 중 퇴출되면서 2루수를 제외한 센터라인이 꼬여   10팀 중 정규 시즌 8위에 그치며 5년 연속으로 포스트시즌 진출에 실패했고 이에 2022년 시즌 후 유강남 (포수) 노진혁 (유격수)을 영입했다.

## 타이틀
- 영구결번 지정: 이대호 (10)
- MLB 월드 투어: 코리아 시리즈 2022 영남 연합팀: 김원중, 구승민, 나균안, 박세웅, 안치홍, 이대호, 한동희, 고승민, 전준우, 황성빈
- MLB 월드 투어: 코리아 시리즈 2022 KBO 올스타: 김원중
- 한국갤럽 선정 올해를 빛낸 스포츠스타 7위: 이대호
- 한국갤럽 선정 가장 좋아하는 한국인 야구선수 5위: 이대호
- 항저우 아시안 게임 국가대표: 김현욱(코치)
- U-23 야구 월드컵 은메달: 한태양, 조세진, 윤동희
- KBO 골든글러브: 이대호 (지명타자)
- 일구대상: 이대호
- 조아제약 프로야구대상 기량발전상: 황성빈
- 스포츠서울 올해의 타자상: 이대호
- 한은회 레전드 특별상: 이대호
- 웰컴톱랭킹 4월 투수 1위: 반즈
- 프로야구 40주년 레전드 올스타 40인: 최동원 (2위), 박정태 (32위), 전준호 (34위)
- 일간스포츠 선정 프로야구 40주년 올스타: 최동원 (선발투수 2위)
- 김한수 선정 프로야구 올타임 베스트: 최동원 (선발투수)
- 양준혁 선정 프로야구 올타임 베스트: 이대호 (지명타자)
- 김광수 선정 프로야구 올타임 베스트: 최동원 (선발투수), 이대호 (1루수)
- 송진우 선정 프로야구 올타임 베스트: 박정태 (2루수), 이대호 (지명타자)
- 염경엽 선정 프로야구 올타임 베스트: 이대호 (지명타자)
- 양상문 선정 프로야구 올타임 베스트: 최동원 (선발투수), 이대호 (지명타자)
- 한국대학스포츠협의회 선정 고려대학교 출신 올스타: 마해영 (1루수)
- 한국대학스포츠협의회 선정 연세대학교 출신 올스타: 최동원 (우완투수)
- 올스타 선발: 이대호 (지명타자)
- 올스타전 추천선수: 박세웅, 최준용
- 올스타전 홈런레이스 우승: 이대호
- 컴투스 프로야구 레전드 카드: 이대호
- 마구마구 레전드 카드: 이대호
- 선발등판: 반즈 (31)

### 퓨처스리그
- 리얼글러브 퓨처스리그: 나원탁, 조세진, 윤동희
- 퓨처스 올스타: 이강준, 김세민, 윤동희, 조세진
- 출장(타자): 김주현 (99)
- 타수: 김주현 (326)

## 선수단
- 선발투수: 반즈, 박세웅, 이인복, 스트레일리, 스파크맨, 김진욱, 이승헌, 최설우
- 구원투수: 나균안, 구승민, 최준용, 서준원, 김도규, 강리호, 김창훈, 김민기, 김대우, 최이준, 이강준, 진명호, 진승현, 문경찬, 이민석, 김유영
- 마무리투수: 김원중, 조무근, 정성종, 나원탁
- 포수: 지시완, 강태율, 정보근, 안중열
- 1루수: 정훈, 이호연, 윤동희
- 2루수: 안치홍, 김세민, 배성근
- 유격수: 박승욱, 한태양, 이학주
- 3루수: 한동희, 김민수 (1998년 3월)
- 좌익수: 전준우
- 중견수: 피터스, 장두성, 황성빈
- 우익수: 렉스, 고승민, 신윤후, 김민수 (1996년), 추재현, 조세진
- 지명타자: 이대호, 강로한, 김재유

## 여담
- 홈구장인 사직 야구장의 내야 워닝트랙 및 파울존 일부를 인조잔디로 교체했으며, 중앙펜스를 기존 4.8m에서 6m로 높였다. 또한 펜스 크기는 좌우펜스 기존 95m에서 95.8m, 중앙펜스 118m에서 120.5m로 키웠다. 한편 익사이팅 존 철거로 인해 좌석 수가 24500석에서 22990석으로 줄어들었다.
- 서튼 감독의 건강 문제로 5월 11일 경기는 문규현 수석 코치가 감독 대행을 맡아 치렀는데, 이날 팀이 이겨 문규현 감독 대행은 1전 1승으로 KBO 리그 역대 감독들과 감독 대행들을 통틀어 단일 재임 기간동안 최고 승률을 기록한 인물로 남게 되었다. 더불어 감독 혹은 감독 대행으로서 KBO 리그 우승을 경험하지 못한 지도자들 중 역대 최고 승률 기록도 세웠다.
- 이 시즌 팀은 1199탈삼진으로 역대 단일 시즌 팀 최다 탈삼진 기록을 세웠다.
- 이대호는 이 시즌을 끝으로 은퇴하여, KBO 리그 역대 주포지션이 타자였던 선수 중 통산 최다 홀드(1) 기록을 세웠다. 이는 이대호가 은퇴경기에서 투수로 0.1이닝 무실점을 기록하여 홀드를 따냈기 때문이다.
- 이대호는 만 40세 때부터의 통산 병살타 26개, 평균자책점 0.00으로 KBO 리그 40대 타자 통산 최다, 최저 기록을 세웠다.
- 이대호는 만 40세 때부터의 통산 만루홈런 3개로 2013년 이후 KBO 리그 40대 타자 통산 최다 기록을 세웠다.
- 롯데 자이언츠 2군은 10월 18일 NC 다이노스 2군과 KBO 퓨처스 교육리그 사상 첫 경기를 치렀다.

## 같이 보기
- 2022년 두산 베어스 시즌
- 2023년 롯데 자이언츠 시즌